# 13223 Сенасенері
13223 Сенасенері (13223 Cenaceneri) — астероїд головного поясу, відкритий 13 серпня 1997 року.
Тіссеранів параметр щодо Юпітера — 3,577.